# Emilio Fernández Galiano
Emilio Fernández Galiano (Marchamalo, província de Guadalajara, 24 de setembre de 1885 - Madrid, 12 de maig de 1953) fou un científic i zoòleg espanyol, acadèmic de la Reial Acadèmia Espanyola.

## Biografia
Fill d'un mestre d'escola, estudià el batxillerat a Guadalajara i el 1909 es doctorà en ciències naturals a la Universitat de Madrid. El 1911 treballà com a auxiliar de Zoologia a la Facultat de Ciències de la Universitat de Barcelona, on el 1912 va obtenir la càtedra de tècnica microgràfica i histologia vegetal, que va ocupar fins a 1935, quan va ocupar la mateixa càtedra a Madrid. Va estudiar com a pensionats a diversos laboratoris biològics i oceanogràfics, com el de Palma i Banyuls de la Marenda. El 1926 fou nomenat acadèmic de la Reial Acadèmia de Ciències i Arts de Barcelona.
El 1942 fou escollit acadèmic de la Reial Acadèmia Nacional de Medicina i el 1948 de la Reial Acadèmia Espanyola amb el discurs Algunas reflexiones sobre el lenguaje biológico. Des de 1941 fins a la seva mort fou director de l'Institut "José de Acosta" de Ciències Naturals depenent del CSIC i del Museu Nacional de Ciències Naturals d'Espanya. També fou president de la Reial Societat Espanyola d'Història Natural i vicepresident del Patronat de Ramón y Cajal del CSIC.

## Obres
- Consideraciones acerca de la posición de las esponjas en el reino animal (1910)
- Lecturas biológicas (1915)
- Morfología y Biología de los Protozoos (1921)
- Cómo se alimentan las plantas (1923)
- Los animales parásitos (1928)
- Contribución al estudio de los sarcosporidios (1928)
- La herencia biológica (1934)
- Los fundamentos de la Biología (1945)
- Compendio de Biología General (1951)